# Craig Wolanin
Craig William Wolanin, född 27 juli 1967, är en amerikansk före detta professionell ishockeyback som tillbringade 13 säsonger i den nordamerikanska ishockeyligan National Hockey League (NHL), där han spelade för ishockeyorganisationerna New Jersey Devils, Quebec Nordiques, Colorado Avalanche, Tampa Bay Lightning och Toronto Maple Leafs. Han producerade 173 poäng (40 mål och 133 assists) samt drog på sig 894 utvisningsminuter på 695 grundspelsmatcher. Wolanin spelade även på lägre nivåer för Utica Comets i American Hockey League (AHL), Detroit Vipers i International Hockey League (IHL) och Kitchener Rangers i Ontario Hockey League (OHL).
Han draftades i första rundan i 1985 års draft av New Jersey Devils som tredje spelare totalt.
Wolanin vann en Stanley Cup med Colorado Avalanche för 1995–1996.
Han är far till ishockeyspelaren Christian Wolanin som spelar för Ottawa Senators i NHL.

## Statistik
| 1983–1984  | Detroit Compuware   |            | 69  | 8  | 42  | 50  | 86  | —  | — | — | —  | —  |
| 1984–1985  | Kitchener Rangers   | OHL        | 60  | 5  | 16  | 21  | 95  | 4  | 1 | 1 | 2  | 2  |
| 1985–1986  | New Jersey Devils   | NHL        | 44  | 2  | 16  | 18  | 74  | —  | — | — | —  | —  |
| 1986–1987  | New Jersey Devils   | NHL        | 68  | 4  | 6   | 10  | 109 | —  | — | — | —  | —  |
| 1987–1988  | New Jersey Devils   | NHL        | 78  | 6  | 25  | 31  | 170 | 18 | 2 | 5 | 7  | 51 |
| 1988–1989  | New Jersey Devils   | NHL        | 56  | 3  | 8   | 11  | 69  | —  | — | — | —  | —  |
| 1989–1990  | New Jersey Devils   | NHL        | 37  | 1  | 7   | 8   | 47  | —  | — | — | —  | —  |
|            | Utica Devils        | AHL        | 6   | 2  | 4   | 6   | 2   | —  | — | — | —  | —  |
|            | Quebec Nordiques    | NHL        | 13  | 0  | 3   | 3   | 10  | —  | — | — | —  | —  |
| 1990–1991  | Quebec Nordiques    | NHL        | 80  | 5  | 13  | 18  | 89  | —  | — | — | —  | —  |
| 1991–1992  | Quebec Nordiques    | NHL        | 69  | 2  | 11  | 13  | 89  | —  | — | — | —  | —  |
| 1992–1993  | Quebec Nordiques    | NHL        | 24  | 1  | 4   | 5   | 49  | 4  | 0 | 0 | 0  | 4  |
| 1993–1994  | Quebec Nordiques    | NHL        | 63  | 6  | 10  | 16  | 80  | —  | — | — | —  | —  |
| 1994–1995  | Quebec Nordiques    | NHL        | 40  | 3  | 6   | 9   | 40  | 6  | 1 | 1 | 2  | 4  |
| 1995–1996  | Colorado Avalanche  | NHL        | 75  | 7  | 20  | 27  | 50  | 7  | 1 | 0 | 1  | 8  |
| 1996–1997  | Tampa Bay Lightning | NHL        | 15  | 0  | 0   | 0   | 0   | —  | — | — | —  | —  |
|            | Toronto Maple Leafs | NHL        | 23  | 0  | 4   | 4   | 13  | —  | — | — | —  | —  |
| 1997–1998  | Toronto Maple Leafs | NHL        | 10  | 0  | 0   | 0   | 6   | —  | — | — | —  | —  |
| 1998–1999  | Detroit Vipers      | IHL        | 16  | 0  | 5   | 5   | 21  | 11 | 0 | 0 | 0  | 12 |
| NHL totalt | NHL totalt          | NHL totalt | 695 | 40 | 133 | 173 | 894 | 35 | 4 | 6 | 10 | 67 |

### Internationellt
| Källa:        | Källa:        | Källa:        |         | Utv = Utvisningsminuter | Utv = Utvisningsminuter | Utv = Utvisningsminuter | Utv = Utvisningsminuter | Utv = Utvisningsminuter |
| År            | Lag           | Mästerskap    | Matcher | Mål                     | Assists                 | Poäng                   | Utv                     |                         |
| ------------- | ------------- | ------------- | ------- | ----------------------- | ----------------------- | ----------------------- | ----------------------- | ----------------------- |
| 1987          | USA           | JVM           | 9       | 0                       | 0                       | 0                       | 32                      |                         |
| 1991          | USA           | CC            | 8       | 0                       | 2                       | 2                       | 2                       |                         |
| 1991          | USA           | VM            | 10      | 2                       | 2                       | 4                       | 22                      |                         |
| 1994          | USA           | VM            | 8       | 2                       | 1                       | 3                       | 4                       |                         |
| Junior totalt | Junior totalt | Junior totalt | 9       | 0                       | 0                       | 0                       | 32                      |                         |
| Senior totalt | Senior totalt | Senior totalt | 26      | 4                       | 5                       | 9                       | 28                      |                         |